# Jean Domat
Jean Domat ou Daumat (Clermont-Ferrand, 30 de novembro de 1625 - Paris, 14 de março de 1696) foi um jurista francês.

## Trabalho principal
Juntamente com Antoine Dadin de Hauteserre, Antoine Favre e os irmãos Godefroy, Domat foi um dos poucos estudiosos franceses posteriores do direito romano de importância internacional. Ele é conhecido principalmente por seu elaborado resumo legal, em três volumes quarto, sob o título de Lois civiles dans leur ordre naturel (1689, com 68 edições posteriores), um empreendimento pelo qual Luís XIV estabeleceu uma pensão de 2 000 livres para ele. Um quarto volume, Le droit public, foi publicado em 1697, um ano após sua morte. Após os Commentarii iuris civilis de Hugo Doneau, mais completos, mas menos consistentes (1589), a obra foi a primeira deste tipo de significado pan-europeu. Ele se tornaria uma das principais fontes do ancien droit sobre o qual o Código Napoleônico foi posteriormente fundado.
O trabalho de Domat estava de acordo com as tentativas humanistas anteriores de transformar as fontes históricas aparentemente aleatórias do direito em um sistema racional de regras. No entanto, como defensor de uma ordem jurídica cartesiana, Domat se esforçou para fundamentar toda a lei em princípios éticos ou religiosos, sendo seu lema "L'homme est fait par Dieu et pour Dieu" ("O homem foi feito por Deus e para Deus"). A obra foi, portanto, uma tentativa de estabelecer um sistema de direito francês com base em princípios morais e apresentou o conteúdo do Corpus Juris Civilis na forma de um novo sistema de direito natural.
Depois do trabalho de Robert Joseph Pothier, o trabalho de Domat é considerado a segunda influência mais importante no Código Civil do Baixo Canadá.

### Edições

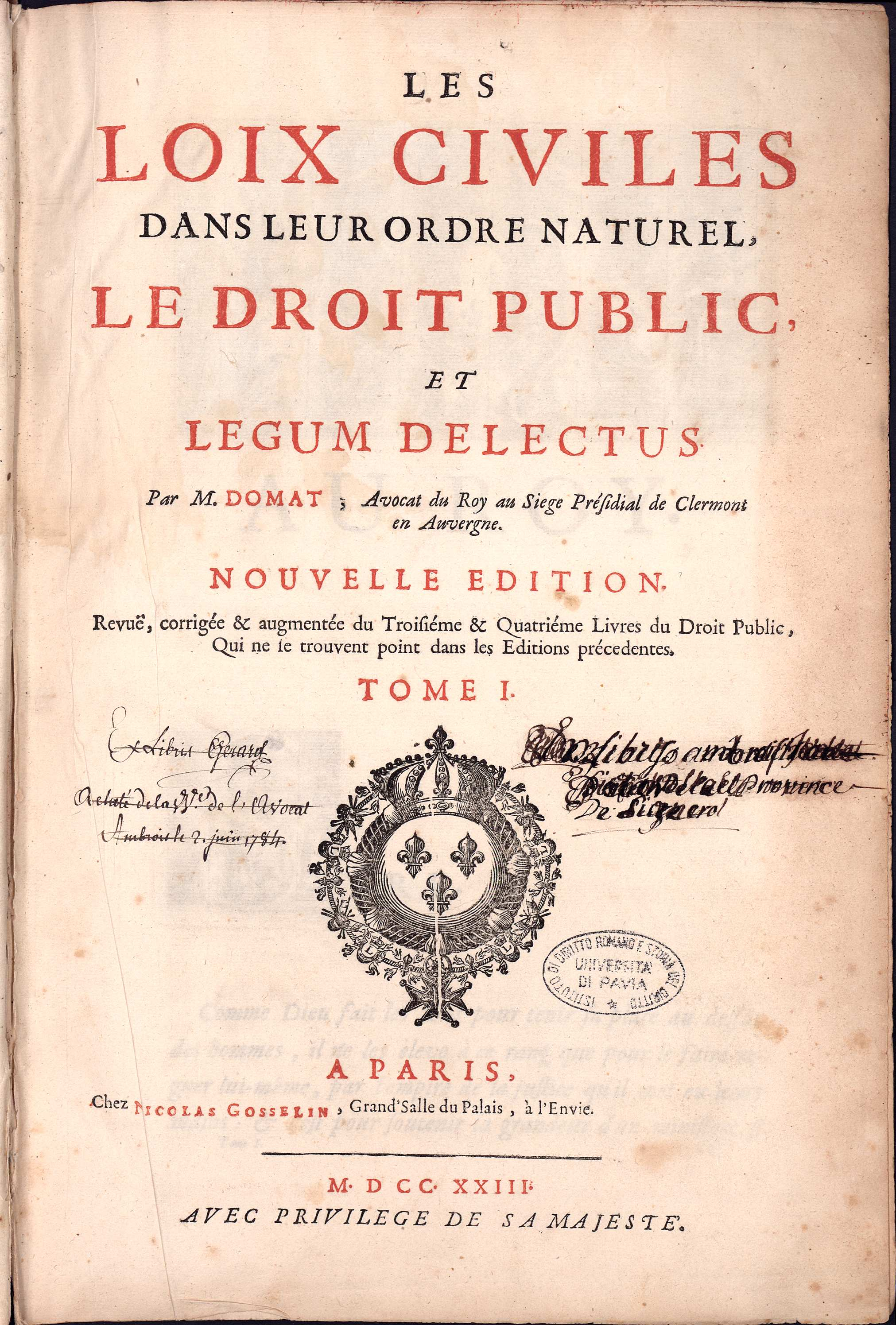
Le loix civiles dans leur ordre naturel, edição francesa, Paris 1723.

- Lois civiles dans leur ordre naturel, 1689
  - The Civil Law in Its Natural Order: Together with the Publick Law. Written in French by Monsieur Domat, The Late French King's Advocate in the Presidial Court of Clermont in France: and Translated into English by William Strahan, LL. D. Advocate in Doctors Commons. With Additional Remarks on Some Material Differences between the Civil Law and the Law of England. In Two Volumes. 1st English ed. , London: Printed by J. Bettenham, for E. Bell, J. Darby, A. Bettesworth, G. Strahan, F. Fayram, J. Pemberton, J. Hooke, C. Rivington, F. Clay, J. Batley, and E. Symon, 1722, OCLC 642758091
  - Loix civiles dans leur ordre naturel (em francês). Paris: Nicolas Gosselin. 1723
  - Les loix civiles dans leur ordre naturel. Le droit public, et legum delectus (em francês). Paris: Chez la veuve Savoye, Libraire, rue S. Jacques. 1767 [1689]